# 絨毛飾球花
绒毛饰球花（學名：Berzelia lanuginosa），又名刻球花，是飾球花屬的一種大型常綠灌木，高可達2（6英尺7英寸），原產於西开普省西部。它在六月至九月間開乳白色或黃色花，因其毛茸茸的花朵知名，也因此成為觀賞植物，其種加詞在拉丁語中的意思就是“毛茸茸的”。